# Теорема Юнга
Теорема Юнга — нерівність між діаметром і радіусом множини точок у будь-якому евклідовому просторі. Названо на честь Генріха Юнга.

## Формулювання
Нехай {\displaystyle K\subset \mathbb {R} ^{n}} — компактна множина діаметра {\displaystyle d}; тобто,
{\displaystyle d=\max _{p,q\,\in \,K}\{\|p-q\|\}}
Тоді існує замкнута куля з радіусом
{\displaystyle r\leq d{\sqrt {\frac {n}{2(n+1)}}},}
яка містить {\displaystyle K}. Рівність досягається для правильного n-симплекса.

### 2-вимірний випадок
Найпоширенішим є випадок площини, тобто {\displaystyle n=2}. У цьому випадку нерівність стверджує, що існує коло, яке охоплює всі точки, радіус яких задовольняє
{\displaystyle r\leq {\frac {d}{\sqrt {3}}}.}
Рівність досягається для рівностороннього трикутника
{\displaystyle r={\frac {d}{\sqrt {3}}}.}

## Варіації та узагальнення

### Загальні метричні простори
Для будь-якої обмеженої множини {\displaystyle K} у будь-якому метричному просторі виконується
{\displaystyle {\tfrac {d}{2}}\leq r\leq d}
Перша нерівність випливає з нерівності трикутника для центра кулі та двох діаметральних точок. Друга випливає з того, що куля радіуса d центрована в будь-якій точці {\displaystyle K}, містить всю {\displaystyle K}.
У дискретному метричному просторі, тобто просторі, в якому відстані між будь-якою парою різних точок рівні, досягається друга нерівність. Перша нерівність досягається в ін'єктивних просторах, таких як мангеттенськ відстань на площині.